# Rookery Building
Le Rookery Building est un immeuble de la ville de Chicago, dans l'État de l'Illinois aux États-Unis, classé monument historique et situé au 209 South LaSalle Street dans le secteur communautaire du Loop.
Construit durant la période 1887-1888 et conçu par John Wellborn Root et Daniel Burnham, l'immeuble est considéré comme l'un des plus anciens gratte-ciel de Chicago. Sa structure est mixte, composée de murs porteurs en maçonnerie à l'extérieur et d'une armature métallique à l'intérieur. D'une hauteur totale de 55 mètres, le Rookery Building possède 12 étages.
L'immeuble a été classé monument historique dans les années 1970 (classé Chicago Landmark (CL) le 5 juillet 1972 par les membres de la Commission on Chicago Landmarks de la ville de Chicago avec l'approbation du conseil municipal de Chicago, ajouté à la liste du Registre national des lieux historiques (National Register of Historic Places ; NRHP) le 17 avril 1970 et à celle du National Historic Landmark en 1975 par le National Park Service).
Offrant une accessibilité au public, le bâtiment est le siège à Chicago de plusieurs sociétés comme US Bank, Brooks Brothers, Thompson, Ventulett, Stainback & Associates et BNP Paribas, parmi d'autres.

## Origine du nom
Le bâtiment doit son nom The Rookery (« Le nid de corbeaux » en français), en référence au bâtiment temporaire qui occupait le terrain avant que la structure actuelle ne soit construite.
À la suite du Grand incendie de Chicago qui ravagea le centre-ville en 1871, de nombreux bâtiments furent détruits ou mis hors d'usage dont l'hôtel de ville de Chicago. Un bâtiment fut rapidement construit et utilisé comme hôtel de ville provisoire autour d'un grand réservoir d'eau qui avait survécu à l'incendie. Ce bâtiment fut surnommé le « rookery » en référence aux corbeaux et aux pigeons qui se pressaient à l'extérieur. Cependant, le surnom de l'hôtel de ville ne faisait pas seulement allusion aux volatiles qui nichaient dessus mais aussi aux politiciens qui occupaient ses murs.
Plusieurs autres noms furent envisagés lorsque la nouvelle structure fut proposée pour occuper le site, mais c'est « The Rookery » qui est resté.

## Architecture

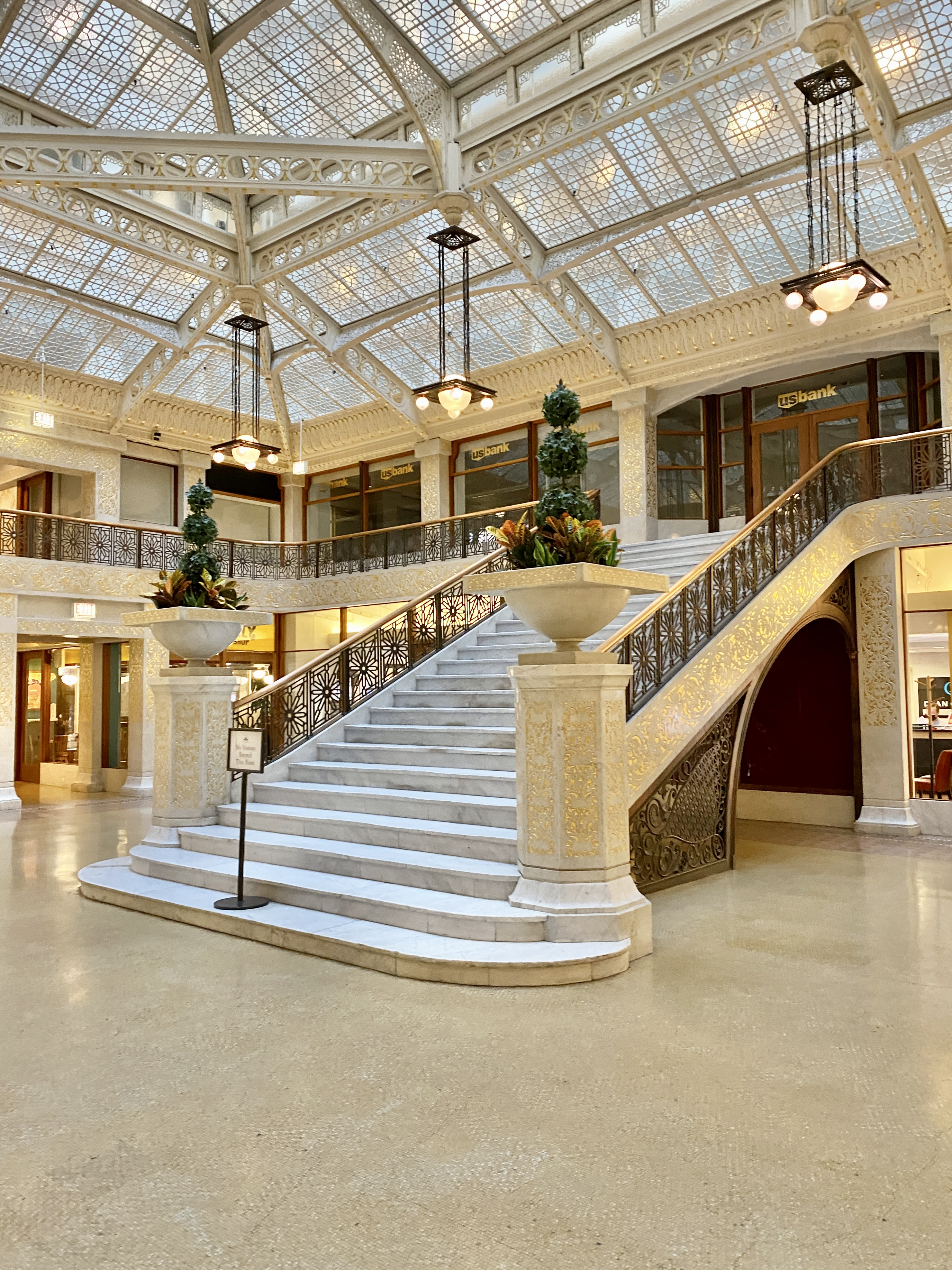
Le grand escalier du hall.

Réalisée en 1887 et 1888, la construction du Rookery résulte de l'association de deux architectes, Daniel Burnham et John Wellborn Root. Elle s'inscrit dans la fièvre de reconstruction qui fait suite au Grand incendie de Chicago qui a détruit le centre-ville en 1871, alors que les architectes rivalisent d'inventivité dans un mouvement qui a donné naissance à l'École de Chicago (Chicago School).
En l'occurrence, Daniel Burnham et John Wellborn Root utilisent un mélange de techniques modernes, telles que les charpentes métalliques, les dispositifs anti-incendie ou les ascenseurs, et de techniques traditionnelles, telles que les façades de briques et les lourdes ornementations extérieures, pour édifier un bâtiment de 55 mètres (181 pieds) de haut comportant 11 étages. Pour assurer l'assise de ce qui est considéré comme le plus ancien gratte-ciel de Chicago, Root conçoit par ailleurs des fondations flottantes. Il s'agit de fondations composées d'un entrecroisement de rails de métal pris dans le béton qui permettent d'éviter le recours à de très lourdes fondations en pierres en dépit de l'instabilité du sol. Cette construction est particulièrement utile lorsque les charges structurelles sont élevées par rapport à la capacité portante naturelle du sol.
La conception des espaces, tant intérieurs qu'extérieurs, mobilise de nombreuses références : mauresques, byzantines, vénitiennes ou romanes. La façade est habillée de terre cuite, de granite et de briques, en une combinaison de style néo-roman, de style Chicago et de style Queen Anne caractéristique de l'architecture richardsonienne.

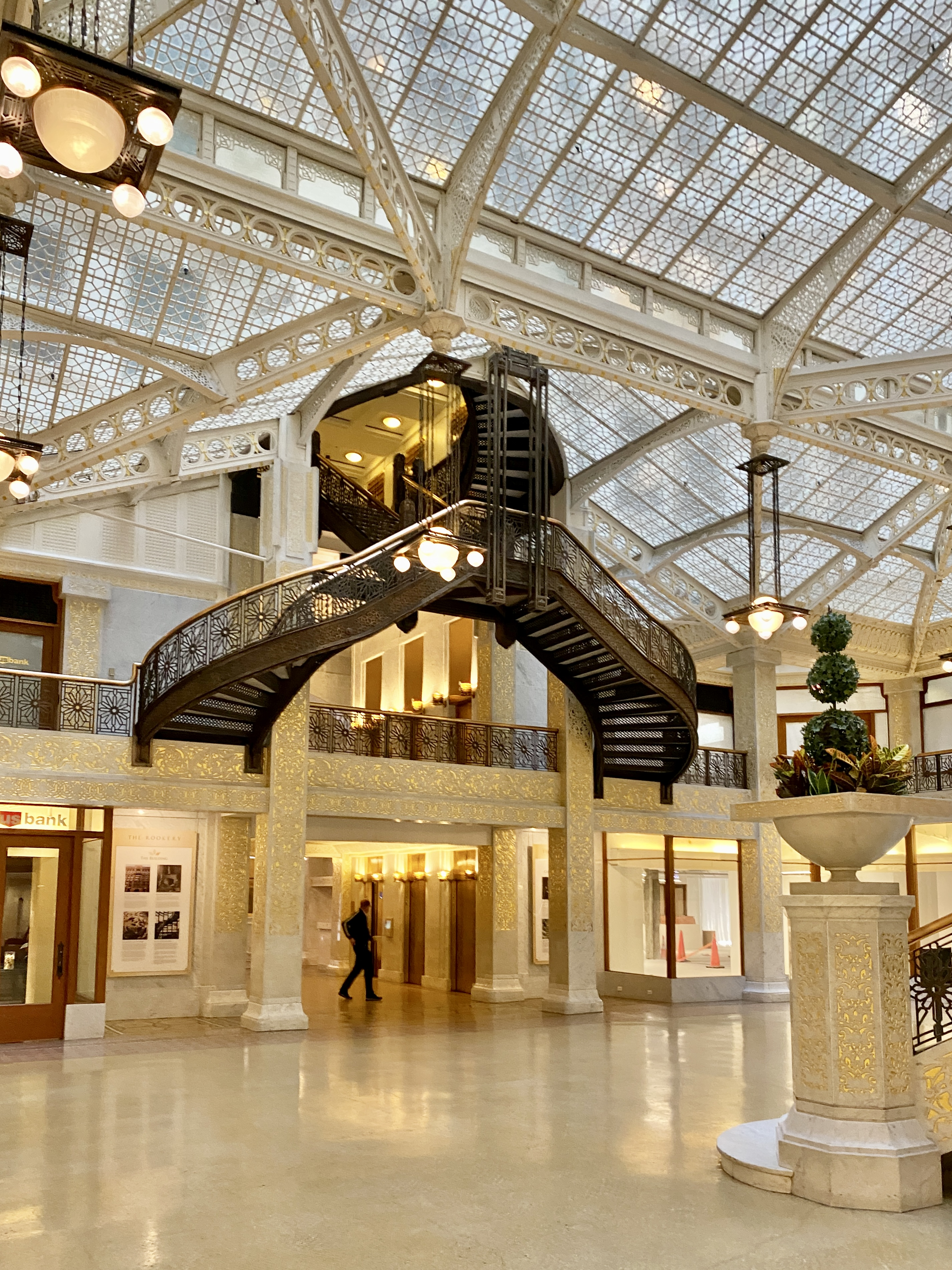
L'escalier double menant au second niveau.

Mais le bâtiment est surtout connu pour son patio central couvert d'une verrière. Conçu comme le foyer central de l'édifice, il apporte de la lumière naturelle aux espaces intérieurs. Déjà accueilli comme une innovation majeure lors de sa construction, il est réaménagé en 1905 par l'architecte Frank Lloyd Wright. À cette occasion, Wright introduit des éléments de son style Prairie (Prairie School) et accroît la luminosité du grand hall. Il habille en particulier les éléments métalliques originaux de marbre blanc et ajoute des décors de style architectural Razi. Les sols et murs du grand hall sont, par endroits, habillés de marbre rouge de Vérone. Ces pierres ornementales sont extraites des calcaires noduleux rouges qui proviennent principalement des carrières de la province de Vérone, en Vénétie.
Le marbre et les détails décoratifs ajoutent un sentiment de luxe à l'intérieur du hall chargé d'acier, marqué par les nervures métalliques squelettiques de Burnham et Root. Un escalier double, richement décoré, conduit à un balcon circulaire qui dessert les bureaux au second niveau. Wright revoit également le système d'éclairage et change les luminaires. Un balcon enveloppant au deuxième étage renforce l'impression d'être à l'intérieur d'un mécanisme d'horlogerie.

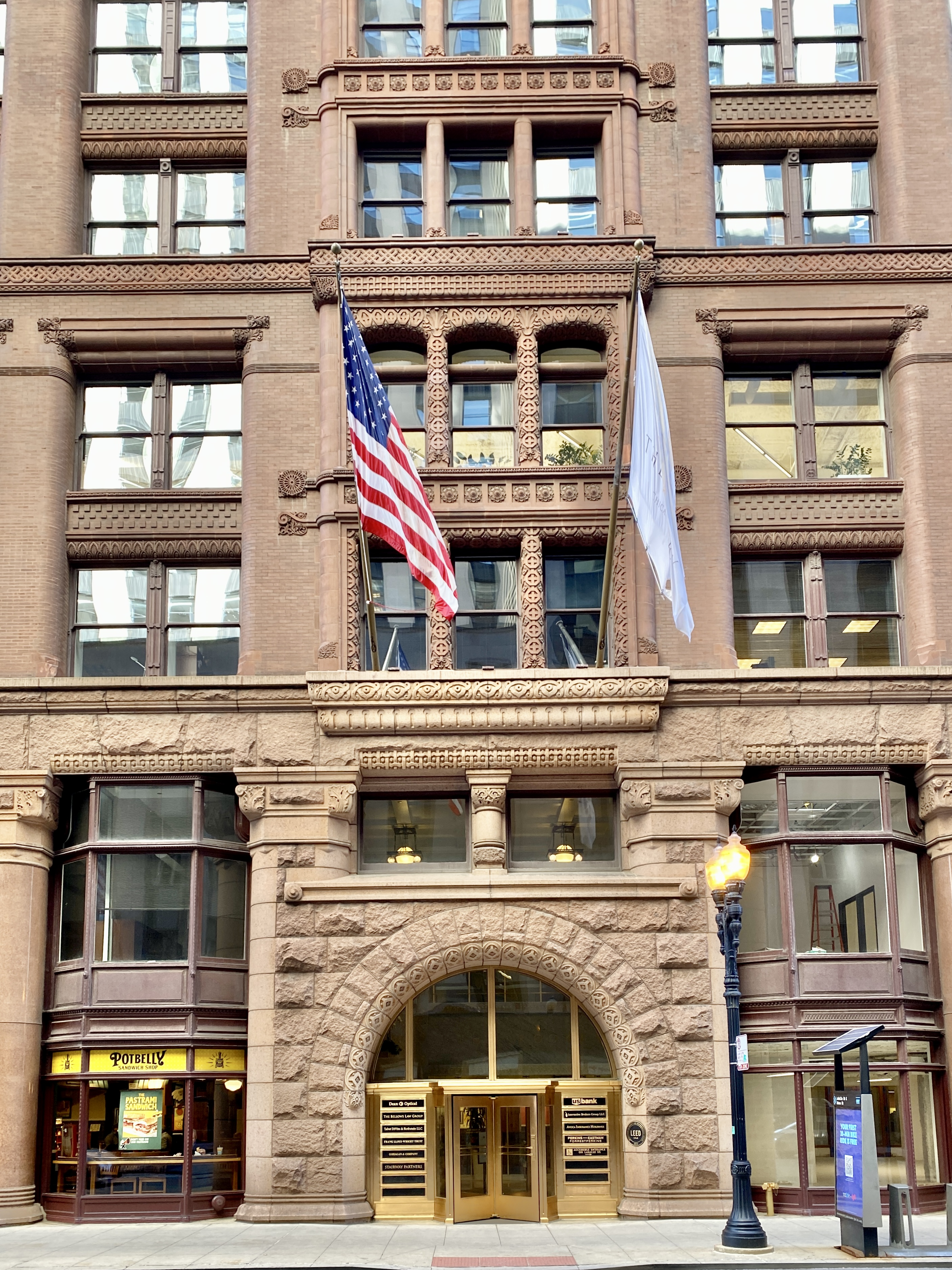
Entrée du bâtiment à l'angle de LaSalle Street et Adams Street.

La deuxième rénovation, achevée le 24 août 1931 par William Drummond, ancien assistant de Wright, a permis de moderniser de nombreux éléments intérieurs, notamment de nouveaux ascenseurs, et d'apporter des touches d'époque au bâtiment, comme des détails Art déco. La troisième rénovation, réalisée en 1992 par les studios Daprato Rigali (une entreprise de restauration et de rénovation d'intérieur reconnue au niveau national à Chicago), a redonné au bâtiment une grande partie de sa splendeur d'origine, en rouvrant le plafond de la cour lumineuse après l'avoir recouvert pour le protéger des fuites.
Après avoir acheté le Rookery Building en octobre 2007, les nouveaux propriétaires ont annoncé leur intention de rénover en profondeur les parties communes du bâtiment. En 2011, Office for Visual Interaction, un bureau d'études sur l'éclairage des bâtiments, a achevé la conception de l'éclairage de la façade, illuminant les caractéristiques architecturales du bâtiment à l'aide d'une technologie LED (diode électroluminescente) ultramoderne. En 2014, le Rookery a obtenu la certification LEED Gold (Leadership in Energy and Environmental Design). En 2015, les toilettes ont été modernisées et un local à vélos complet a été ajouté. En outre, une modernisation complète des ascenseurs a été achevée, y compris un système de répartition des destinations et des visiteurs en 2017.
Le Frank Lloyd Wright Trust propose des visites de l'intérieur du bâtiment du lundi au vendredi. Inside Chicago Walking Tours propose également des visites quotidiennes guidées qui explorent l'intérieur du Rookery Building ainsi que de nombreux autres bâtiments historiques de Chicago. La Chicago Architecture Foundation (« Fondation pour l'architecture de Chicago ») propose également des visites deux fois par mois.

## Occupants
Le bâtiment fut acheté en octobre 2007 pour 73 millions de dollars par un groupe d'investissement contrôlé par une famille européenne et conseillé par Zeb Bradford de la société Metzler North America Corp. Bradford, directeur des investissements de Metzler, gère l'ensemble des activités d'investissement de la société. Le vendeur fut Broadway Real Estate Partners de New York, qui avait acheté le Rookery pour 56 millions de dollars en avril 2006. Broadway Real Estate Partners aurait augmenté le taux d'occupation des 281 000 pieds carrés (26 100 m2) de l'immeuble de 80 % (en janvier 2007) à 96 % au moment de la vente.
Durant plusieurs années après l'achèvement du Rookery Building, la firme d'architectes de Daniel Burnham et John Wellborn Root (Burnham and Root Company) possédait leurs bureaux dans le bâtiment. À une période, Frank Lloyd Wright, un autre architecte célèbre de Chicago, y possédait également ses bureaux au cinquième étage du Rookery. Les locataires actuels comprennent plusieurs sociétés importantes dont U.S. Bancorp, Brooks Brothers, Perkins Eastman, Interactive Brokers Group, Stainback & Associates, et BNP Paribas parmi d'autres.

## Dans la culture populaire
- Dans le film Maman, j'ai encore raté l'avion ! réalisé par Chris Columbus et sorti en 1992, le magasin de jouets appelé le « coffre à jouet de Duncan » n'existe pas à New York (ville dans laquelle est censée se dérouler la scène). Le magasin a été créé et filmé au rez-de-chaussée du Rookery Building[14]. Dans le film, on reconnaît parfaitement l'arche en pierre de l'entrée principale du bâtiment.
- Le bâtiment a également été utilisé par l'écrivain américain Frank Norris dans son roman The Pit: A Story of Chicago en 1903 comme lieu de travail du spéculateur financier fictif Curtis Jadwin.
- Le Rookery a figuré en bonne place dans le film Les Incorruptibles (The Untouchables) réalisé par Brian De Palma et sorti en 1987. Le bâtiment est utilisé en tant que quartier général pour l'équipe des Incorruptibles de l'agent fédéral Eliot Ness (interprété par Kevin Costner)[15].

## Galerie d'images

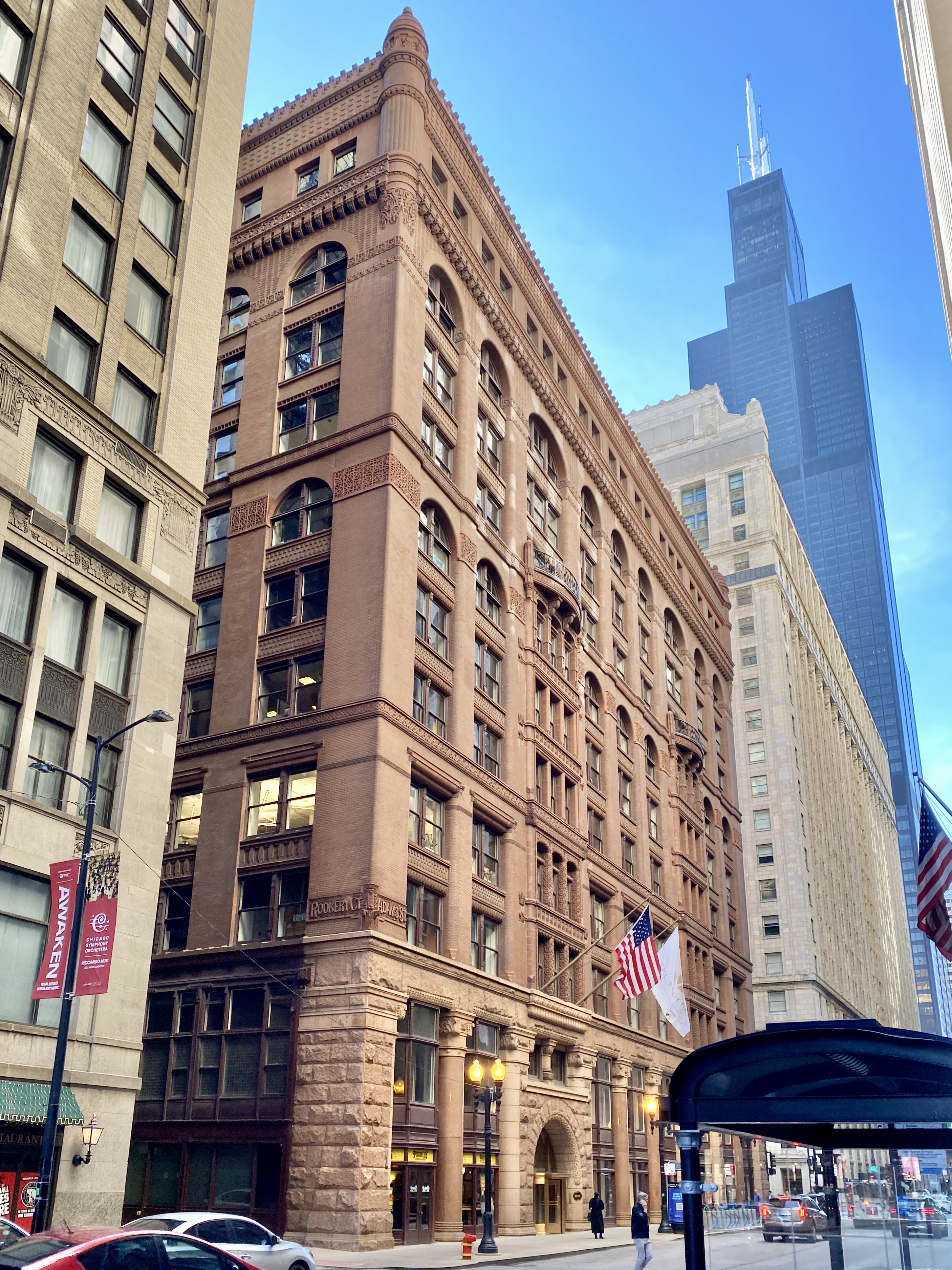
Le bâtiment vu depuis Adams Street.
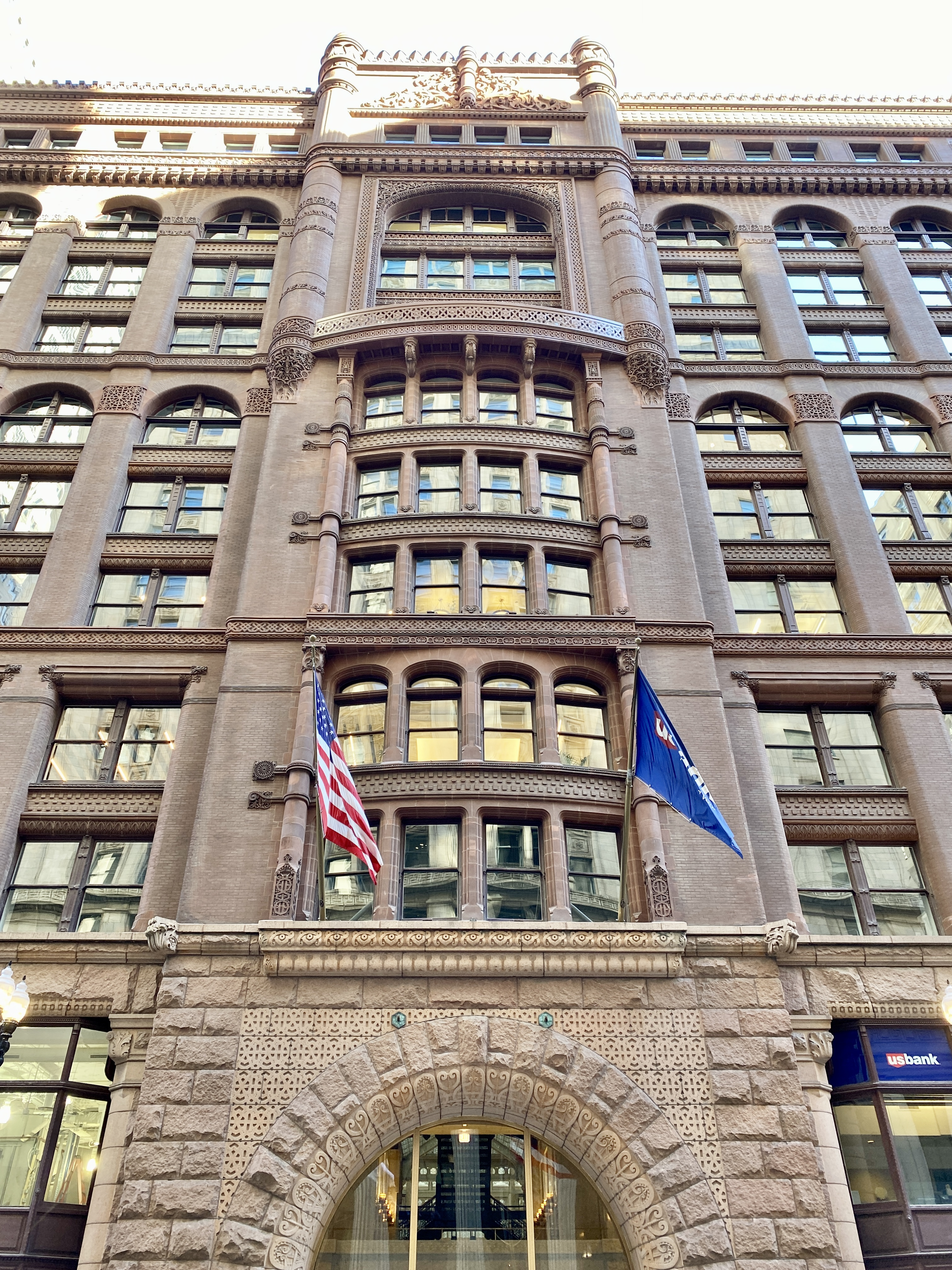
Vue sur la façade.
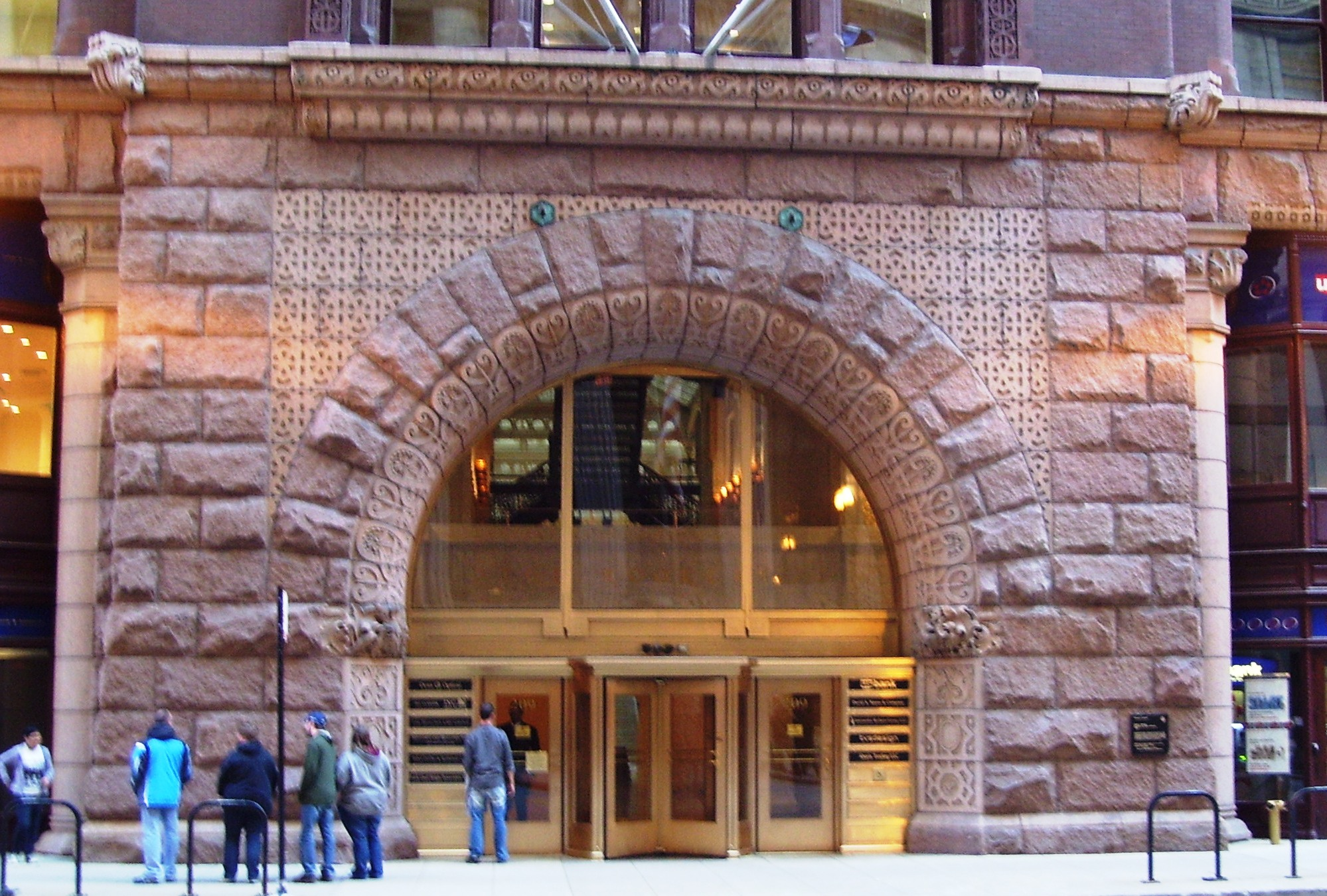
Entrée du bâtiment (côté LaSalle Street).
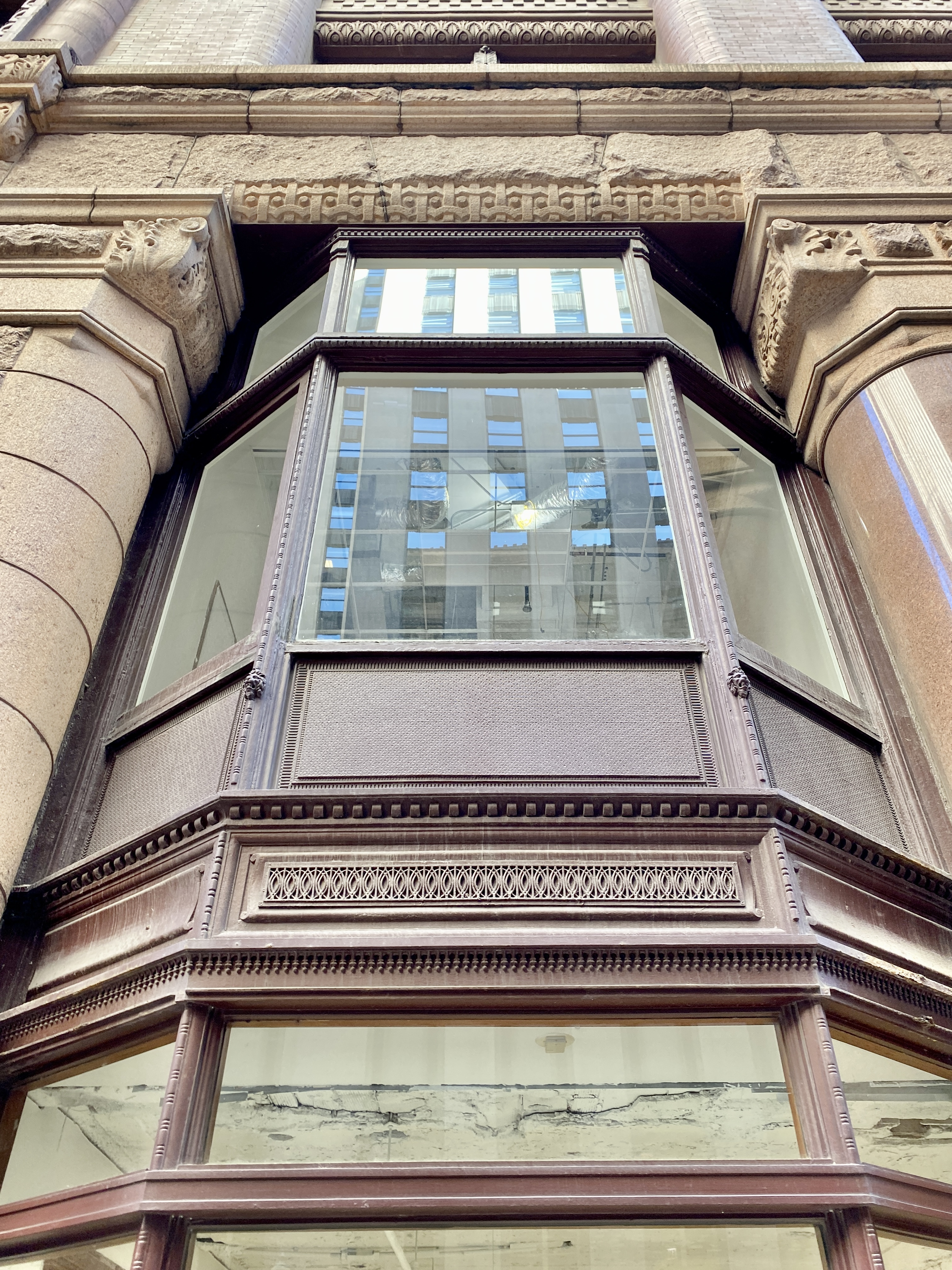
Fenêtre arquée du rez-de-chaussée.
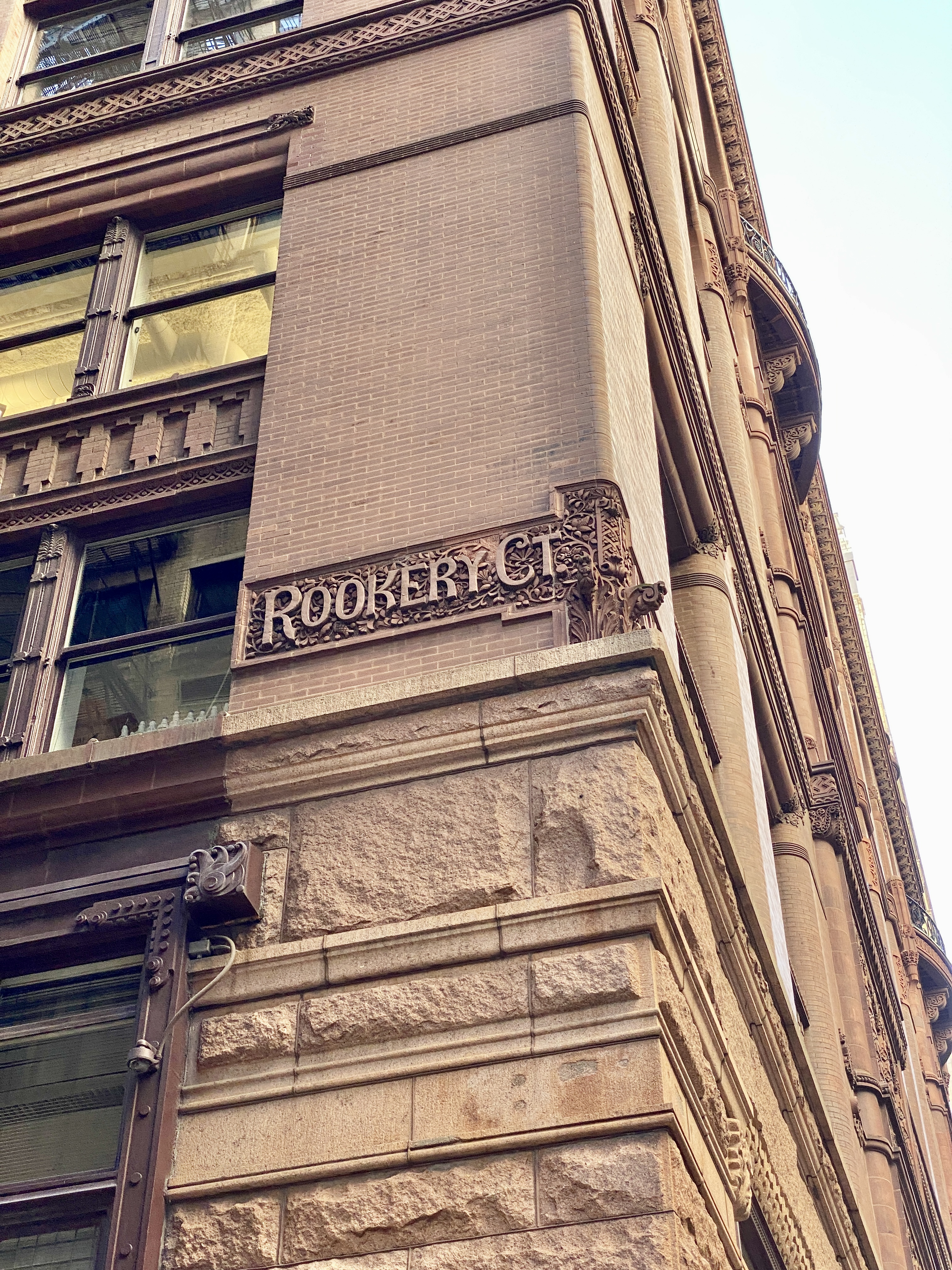
Sculptures à l'angle de LaSalle et Adams Street.
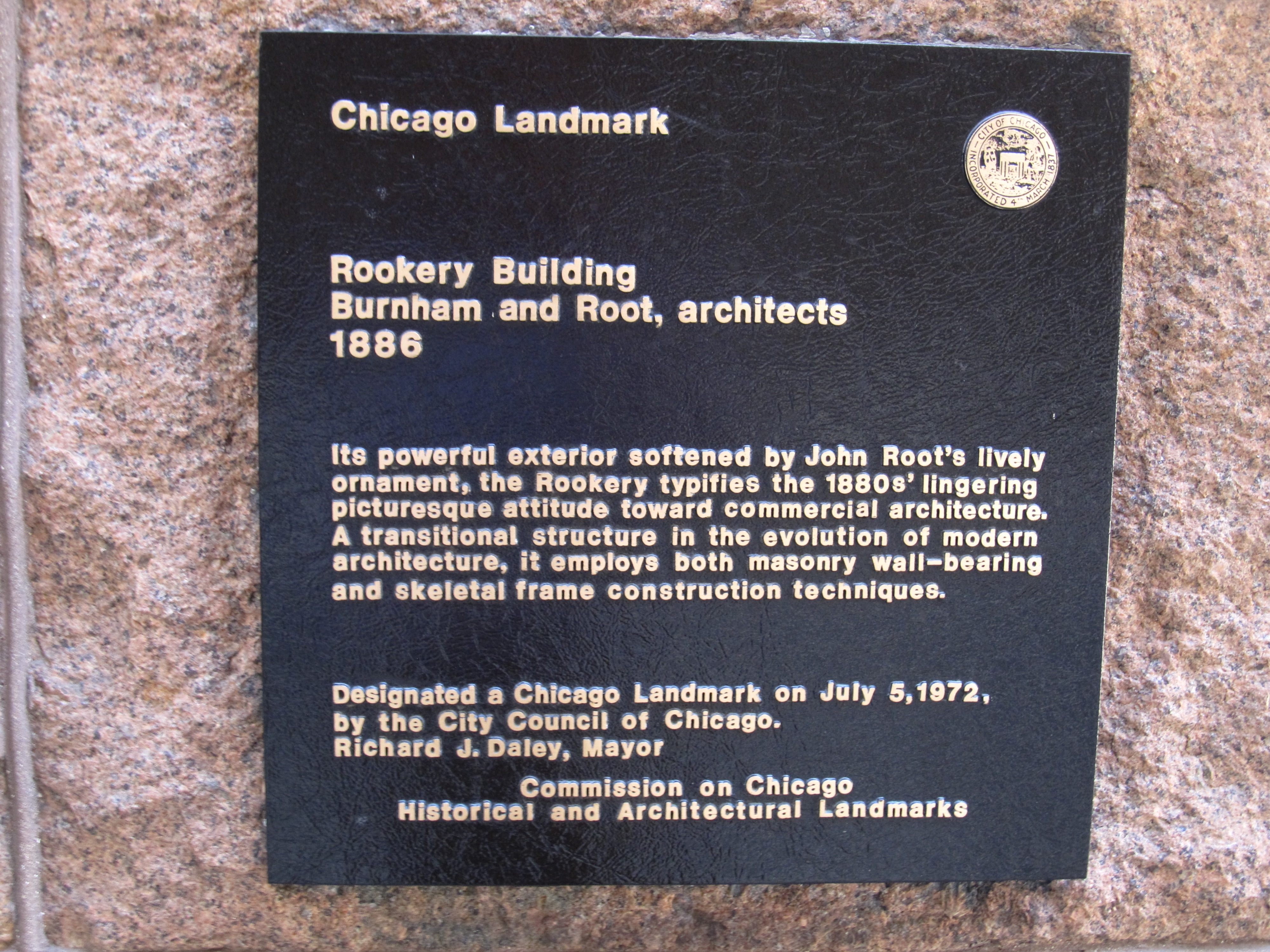
Plaque attestant de la protection du bâtiment au titre des Chicago Landmarks.